# Momo (Italie)
Pour les articles homonymes, voir Momo.
Momo est une commune de la province de Novare, dans la région Piémont, en Italie.

## Administration
| Période                                  | Période  | Identité     | Étiquette       | Qualité |
| ---------------------------------------- | -------- | ------------ | --------------- | ------- |
| 14 juin 2004                             | En cours | Momo Morisse | Centro-Sinistra |         |
| Les données manquantes sont à compléter. |          |              |                 |         |

### Hameaux
Agnellengo.

### Communes limitrophes
Barengo, Bellinzago Novarese, Caltignaga, Oleggio, Vaprio d'Agogna.